# Giovanni Igneri
Giovanni Igneri (született Giovanni Davido Francis Igneri) (Patchogue, New York, 1978. március 16. –) amerikai színész, filmrendező, forgatókönyv- és regényíró.

## Életrajza
Filmrendező és színész, de leginkább forgatókönyvíró és regényíró. Fő műfajai a thriller, a horror, a sci-fi és a fantasy.
2000-ben kezdte tanulni a büntető igazságszolgáltatást a főiskolán, de két év után felhagyott itteni tanulmányaival és beiratkozott a Miami Nemzetközi Egyetem Art & Design szakára, ahol 2005-ben mint Filmproducer szerzett diplomát. Itt találkozott régi barátjával és írópartnerével Engert Péterrel. Néhány évvel később ez vezette ahhoz  Giovanni Ignerit és Engert Pétert, hogy együtt alakítsák meg szórakoztató és gyártó cégüket.

## Fontosabb munkái
- A Horror Show (forgatókönyv), 2015
- Alien Dawn, 2012 – Frenchy Damone
- Loving a Bad Man (forgatókönyv), 2010
- IV Delirium (rövid) (script), 2005
- In Your Eyes, 2004 – Parolee
- Rossz embert szeretni, 2009 (történet) (eredeti forgatókönyv) (társ-író végső forgatókönyv) (Stone Bridge Films/Eastlake Films) – Writer

### Rövidfilmek
- Delirium (2005 május) – (rendező/producer/történet és társszerzője a script)
- Testvér (2004 májusa) – (rendező/producer/operatőr/író/szerkesztő)
- A Wait (2003 november) – (rendező/producer/operatőr/író/szerkesztő)
- Poker (2003 június) – (rendező/producer/operatőr/író/szerkesztő)

## További információ
- Giovanni Igneri az Internet Movie Database-ben (angolul)
- Giovanni Igneri a Rotten Tomatoeson (angolul)